# Aspirationspneumoni
Aspirationspneumoni er en lungebetændelse (pneumoni) forårsaget af væske eller fremmedlegemer i lungerne; modsat en almindelig lungebetændelse skyldes en aspirationspneumoni således ikke en infektion, om end det kan være en tilstødende komplikation. Sygdommen opstår almindeligst som følge af fejlsynkning (dysfagi) eller opkastning. Føde eller væske bliver fejlagtigt ført ad luftrøret til lungerne (kaldes aspiration) og starter lungebetændelsen.
Aspirationspneumoni må mistænkes hos patienter hvor der har været bevidsthedssvækkelse (apopleksi, epilepsi osv), og som udviser vejrtrækningsbesvær.